# Jonas Samuelsson (handbollsspelare)
Sven Jonas Samuelsson, född 10 april 1991 i Skövde, är en svensk handbollsspelare (högersexa). Han spelar sedan 2022 för IFK Skövde.

## Karriär
Jonas Samuelsson är fostrad i IFK Skövde, och blev upplockad från juniorlaget inför säsongen 2010/2011. Han hade spelat för seniorlaget vid enstaka tillfällen även året innan, och debuterade i Skövde som 17-åring. Efter säsongen 2014/2015 blev Samuelsson proffs i SønderjyskE Håndbold i danska Herrehåndboldligaen. Efter två säsonger i SønderjyskE gick flytten till HC Midtjylland. Klubben drabbades av ekonomiska problem vintern 2017 och Samuelsson valde att lämna för Skanderborg Håndbold. 2020 gick han till Aalborg Håndbold. Tillsammans med Aalborg tog han silvermedalj i EHF Champions League 2021, och blev dansk mästare 2021.   
Inför säsongen 2022/23 valde Samuelsson att skriva på för sin moderklubb IFK Skövde. Säsongen 2023/2024 blev han uttagen i Handbollsligans All star team.

### Landslagsspel
Jonas Samuelsson landslagsdebuterade i april 2019 och har spelat 5 landskamper och gjort 7 mål för Sverige. Han hade inga ungdomslandslagsmeriter.

## Meriter
- EHF Champions League:
  -  2021 med Aalborg Håndbold
- IHF Super Globe:
  -  2021 med Aalborg Håndbold
- Danska mästerskapet:
  -  2021 med Aalborg Håndbold
  -  2022 med Aalborg Håndbold
- Danska cupen:
  -  2021 med Aalborg Håndbold
  -  2020 med Aalborg Håndbold
- Danska Supercupen:
  -  2020 och 2021 med Aalborg Håndbold